# Semiotus caracasanus
Semiotus caracasanus là một loài bọ cánh cứng trong họ Elateridae. Loài này được Rojas miêu tả khoa học năm 1855.